# Пьянкастаньяйо
Пьянкастаньяйо (итал. Piancastagnaio) — коммуна в Италии, располагается в регионе Тоскана, в провинции Сиена.
Население составляет 4189 человек (2008 г.), плотность населения составляет 61 чел./км². Занимает площадь 69 км². Почтовый индекс — 53025. Телефонный код — 0577.
Покровителем коммуны почитается святой апостол Варфоломей, празднование 24 августа.

## Демография
Динамика населения:

## Администрация коммуны
- Официальный сайт: http://www.comune.piancastagnaio.si.it/